# Trolley Troubles
Trolley Troubles is een korte animatiefilm uit 1927, geproduceerd door Charles Mintz en George Winkler, en geregisseerd door Walt Disney. Het markeert de eerste verschijning van Oswald the Lucky Rabbit, een personage gecreëerd door Disney en Ub Iwerks voor Universal Pictures en Charles B. Mintz.
In de vroege zomer van 1927 voltooide Walt Disney de eerste Oswald-cartoon, getiteld Poor Papa. Universal was echter niet tevreden, ze verwachtten een personage dat meer leek op Charlie Chaplin en beschouwden Oswald als te oud en te zwaar. Disney stemde in met aanpassingen, waardoor "Poor Papa" niet onmiddellijk in de bioscopen werd uitgebracht.
In plaats daarvan werd Oswalds tweede productie, "Trolley Troubles", ingediend en positief ontvangen door Universal, wat resulteerde in de release op 5 september 1927. Het succes van de tekenfilmserie leidde tot regelmatige uitgaven van nieuwe afleveringen elke twee weken.
Hoewel Poor Papa uiteindelijk in 1928 werd uitgebracht, was Universal nog steeds niet enthousiast. In totaal werden negen Oswald-cartoons uitgebracht in 1927. Trolley Troubles werd op 23 november 1931 opnieuw uitgebracht door Walter Lantz Productions, nadat ze de Oswald-serie hadden overgenomen, voorzien van muziek en geluidseffecten.
De tekenfilm genoot positieve ontvangst in de pers, wat bijdroeg aan Oswalds populariteit als personage. De auteursrechten voor Trolley Troubles verliepen in 1955, waarna het in het publiek domein belandde. Het werd op 11 december 2007 opgenomen in de dvd Walt Disney Treasures: The Adventures of Oswald the Lucky Rabbit. Een gerestaureerde versie van de short werd op 7 september 2023 uitgebracht op Disney+ als onderdeel van het 100-jarig jubileum van The Walt Disney Company.